# 9962 Pfau
9962 Pfau este un asteroid din centura principală de asteroizi.

## Descriere
9962 Pfau este un asteroid din centura principală de asteroizi. A fost descoperit pe 28 decembrie 1991 la Tautenburg de Freimut Börngen. El prezintă o orbită caracterizată de o semiaxă mare de 2,38 ua, o excentricitate de 0,14 și o înclinație de 0,8° în raport cu ecliptica.